# Fact - Fiction - Pop or ???
Fact - Fiction - Pop or ??? è il primo EP ed il secondo lavoro del cantante danese Mads Langer pubblicato dalla Copenaghen Records il 7 febbraio 2008.

## Tracce
1. I'm Still Fact, She's Fiction – 3:28
2. Shine – 3:56
3. Movie #99 – 3:09
4. The Beauty of the Dark – 4:47
5. Remains of You – 3:52
6. Tribute to... – 7:54